# 阿里·沙里亚蒂
阿里·沙里亚蒂（1933年11月23日—1977年6月19日），伊朗学者，社会学家。早年就读于师范学院，早期的宗教教育来自父亲。后入读马什哈德大学获阿拉伯语及法语学位。沙里亚蒂由于参加革命活动被关押八年，后进入巴黎索邦大学。1964年回伊朗后又被囚禁半年。出狱后任教于马什哈德大学，并在德黑兰创立胡塞尼亚-伊·伊尔沙德中心。他希望回到什叶派的传统中去，并发表了一系列煽动性的演讲。他的思想对后来的伊朗伊斯兰革命具有深远影响。
阿里·沙里亚蒂被认为是伊斯兰原教旨主义的先导人物。